# Priorato del Santo Sepolcro
La chiesa del Santo Sepolcro era una casa monastica medievale a Thetford, nel Norfolk. Le rovine della navata della chiesa (risalenti al XIV o XV secolo) sono tutto ciò che rimane in Inghilterra di un priorato di Canonici del Santo Sepolcro, che seguivano la Regola di Sant'Agostino e aiutavano i pellegrini a recarsi al sepolcro di Cristo. Nel tempo fu utilizzato anche come fienile, ed è un edificio di interesse storico culturale di I grado.

## Domus Dei
L'ospedale della Domus Dei (o Casa di Dio) fu costruito prima del 1319. Si trovava sul lato del borgo che dava nel Suffolk. A nord le mura davano sul fiume, mentre il lato est si affacciava sulla strada.
Nel 1335, John de Warenne, 7º conte di Surrey, lo trasferì ai Canonici Regolari del Santo Sepolcro presso il Priorato del Santo Sepolcro. Nel 1347 Enrico di Grosmont divenne proprietario della Domus Dei. Confermò al priore e ai canonici il dono di terre, proprietà e affitti che erano appartenute all'ospedale, ma fece eccezione per il sito effettivo dell'ospedale, di cui affidò il mantenimento al priorato domenicano dei Blackfriars di Thetford. Il sito della Domus Dei si trovava tra il loro chiostro e la strada principale.
Due canonici dovevano cantare la messa quotidiana nella chiesa conventuale per le anime dei fondatori dell'ospedale. Il priorato doveva anche trovare ogni anno una casa per tre poveri dal 9 novembre al 29 aprile, dando a ciascuno di loro ogni sera una pagnotta di buon pane di segale e un'aringa o due uova. Dovevano anche fornire tre letti e acqua calda per lavarsi i piedi. L'atto di affidamento ricevette la conferma reale l'anno successivo.

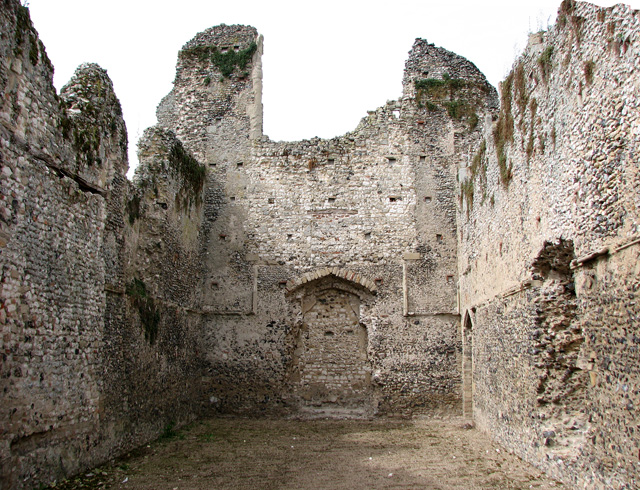
Le rovine della navata

## Dissoluzione e rovina
Il priorato del Santo Sepolcro, in quanto casa monastica minore, fu chiuso nel 1536 dopo l'emanazione della legge di soppressione delle case religiose del 1535 voluta da re Enrico VIII d'Inghilterra. Il sito fu venduto e divenne una fattoria, convenientemente chiamata Fattoria dei canonici (in inglese Canons Farm).
Nel XVIII secolo la parte esterna della chiesa era già crollata. La navata, meglio conservata, fu trasformata in un fienile grazie alla costruzione di un muro che la chiuse sul lato est. Nei muri a nord e sud vennero aperti portoni per consentire il passaggio dei carri.

## Giardino vittoriano
A metà dell'Ottocento, l'allora proprietario della Canons Farm, Henry Bartlett, volle creare un giardino con prati e rocce. Le rovine della chiesa del monastero – all'epoca considerate un'attrazione alla moda – furono valorizzate con l'aggiunta di una grotta di selce che fu attaccata all'angolo sud-est della navata. Probabilmente la grotta aveva un tetto o una volta per imitare una caverna ed era coperta di edera, piante rampicanti o felci.
Bartlett incorporò anche vari frammenti architettonici della chiesa normanna del XII secolo in un giardino roccioso all'interno della navata. I frammenti sono ora conservati nell'English Heritage Archaeological Store di Wrest Park, a Silsoe, nel Bedfordshire.